# زمین‌مرجع
زمین‌مرجع کردن (به انگلیسی: Georeference) به معنای مشخص کردن محل چیزی بر روی زمین یا فضای فیزیکی است. این اصطلاح بیشتر در سامانه اطلاعات جغرافیایی به منظور تهیه نقشه طبیعی یا گرافیک رستری نقشه با موقعیت مکانی خاص کاربرد دارد. زمین‌مرجع کردن نقشه برای اهداف مختلف که به نحوی با موقعیت‌های جغرافیایی مرتبطند مانند جاده‌ها، ساختمان‌ها، پل‌ها و سایر مکان‌ها به کار می‌رود.
موقعیت جغرافیایی عمدتاً نشان‌دهنده استفاده از سیستم مختصات مرجع مانند سامانه ژئودتیک جهانی ۱۹۸۴ است.
یافتن موقعیت دقیق عکس‌های هوایی با استفاده از یک نقشه یا پیدا کردن مختصات جغرافیایی یک جای‌نام‌شناسی یا زمین‌کدیابی از مثال‌های زمین‌مرجع کردن به‌شمار می‌رود.